# بوتيوكسيلة حقلية
بوتيوكسيلة حقلية (بالإنجليزية: Buttiauxella agrestis)‏ هي نوع بكتيريا من جنس بوتيوكسيلة، يمكن أن يسبب عدوى المواقع الجراحية.